# Palaeocheloctonus pauliani
Espèce
Palaeocheloctonus pauliani est une espèce de scorpions de la famille des Hormuridae.

## Distribution
Cette espèce est endémique d'Atsimo-Andrefana à Madagascar. Elle se rencontre d'Ampanihy à Toliara.

## Description
Le mâle holotype mesure 48,8 mm et la femelle paratype 52,8 mm.

## Étymologie
Cette espèce est nommée en l'honneur de Renaud Paulian.

## Publication originale
- Lourenço, 1996 : Scorpions. Faune de Madagascar, Paris, vol. 87, p. 1-102.